# BSA C12 (350 cc)
De BSA C12 was een 350cc-motorfiets die het Britse merk BSA uit Birmingham alleen in 1940 produceerde.

## Voorgeschiedenis
BSA was in 1937 begonnen met de productie van 350cc-machines in de BSA B-serie. Dat waren aanvankelijk zowel zij- als kopkleppers, maar in 1939 waren de BSA B23 Tourer en de BSA B23 Standard de laatste zijkleppers. Vanaf dat moment kende deze serie alleen nog tamelijk sportieve "Silver Star"-kopkleppers.

## BSA C12
Toen de Tweede Wereldoorlog uitbrak was het duidelijk dat het Britse War Office grote opdrachten voor militaire motorfietsen zou gaan uitgeven. BSA had verschillende ijzers in het vuur: de 250cc-BSA W-C11 kopklepper, de 350cc-BSA W-B30 kopklepper en de 500cc-BSA W-M20 zijklepper. Men besloot echter ook een 350cc-zijklepper te bouwen, die de naam BSA C12 kreeg.

### Motor
De machine zou gebaseerd zijn op de 250cc-BSA C11-kopklepper, maar had zeer waarschijnlijk nog de oude cilindermaten van 1939: boring 71 mm en slag 88 mm, waardoor de cilinderinhoud op 348,4 cc kwam. De machine had een dry-sump-smeersysteem, een Amal-carburateur en een Lucas-ontstekingsmagneet.

### Transmissie
Links op de krukas zat een transmissiedemper en het voortandwiel van de primaire ketting, die in een gesloten kettingkast draaide. De machine had een meervoudige drogeplaatkoppeling en een vierversnellingsbak met kickstarter.

### Rijwielgedeelte
Het frame was een open brugframe waarvan de motor een dragend deel was. De voorvering werd verzorgd door een Girder-type parallellogramvork met een enkele centrale veer en een frictie-schokdemper. Achtervering was er niet een in beide wielen zat een trommelrem.

Hoewel er een klein aantal C12's is geproduceerd, was de machine niet de eerste keuze van het Britse War Office. Dat koos in eerste instantie voor de 350cc-Triumph 3TW kopklepper en de 500cc-BSA W-M20 zijklepper. Daarbij ontstonden twee problemen: Na de slag om Duinkerke en de daaropvolgende Britse evacuatieoperatie Dynamo (eind mei-begin juni 1940) bleef vrijwel al het materieel, al dan niet vernietigd, achter in Duinkerke. Het War Office moest nu snel actie ondernemen om het verloren materieel te vervangen en kocht alle beschikbare motorfietsen van o.a. Matchless en BSA op, inclusief de tot dan toe geproduceerde C12's. Toen de Triumph-fabriek Priory Street in Coventry verloren ging bij het bombardement op Coventry (14 november 1940), koos men als vervangende 350cc-machine de Matchless G3/L. Dat betekende het einde van de productie van de C12. Omdat alle machines door het War Office zijn opgekocht is dit model uiterst zeldzaam. BSA behield tijdens de oorlog voldoende werk, want het produceerde munitie en wapens en leverde 125.000 W-M20's aan het leger. Dat ook de BSA-motorfietsenfabriek bij het bombardement op Coventry verloren ging kostte weliswaar 53 levens, maar BSA had 67 fabrieken en verplaatste de productie snel genoeg.

## 250cc-BSA C12
In 1959 werd de 250cc-BSA C11 G opgevolgd door een nieuw model met de naam C12, dat tot 1959 in productie bleef.